# فرودگاه هیدن لیک
فرودگاه هیدن لیک (به انگلیسی: Hidden Lake Airport) یک فرودگاه خصوصی پایگاه هوایی است که یک باند فرود آسفالت دارد و طول باند آن ۱۲۳۴ متر است. این فرودگاه در شهر نیو پورت ریچی، فلوریدا کشور ایالات متحده آمریکا قرار دارد و در ارتفاع ۹ متری از سطح دریا واقع شده‌است.